# Malcolm 1. af Skotland
Malcolm 1. (Máel Coluim mac Domnaill død 954) var konge af Skotland fra 943 til sin død. Han var søn af Donald 2. og overtog tronen efter sin fætter Konstantin, da denne abdicerede og gik i kloster. 
Malcolm viste som prins gode lederegenskaber og havde en stærk position som konge. Edmund 1. af England ønskede at alliere sig med ham og afstod i 945 Cumbria, som bestod af Cumberland og dele af Westmorland. Som modydelse skulle Malcolm forsvare områder og blive Edmunds allierede. Det betød, at Skotland måtte sende militær støtte, hvis England blev angrebet af daner fra Northumbria eller nordmænd fra Irland.
Edred af England, Edmunds bror og efterfølger, bad om hjælp og fik den mod Anlaf af Northumberland. Skotterne og englænderne lagde området øde og tog folk og fæ med sig. Da vikinger senere invaderede området, ledede Malcolm i 949 og 951 styrker mod englænderne, og i 954 underlagde Edred sig de nordlige grevskaber. 
I 954 gjorde Cellach af Moray oprør. Malcolm dræbte ham, men faldt selv på stedet, hvor Fetteresso Castle blev rejst af en af Cellachs følgesvende. Han blev begravet på Iona. En alternativ historie fortæller, at han døde ved Auldearn i Moray, og en legende fortæller at hans grav blev fundet på Fetteresso i 1822. Krypten, der er tale om, er en grav fra bronzealderen, som slottet blev rejst over.
Malcolm var gift. Hans hustrus navn er ukendt. Hans søn blev senere konge under navnet Kenneth 2.
| Efterfulgte: Konstantin 2. | Konge af Skotland 943–954 | Efterfulgtes af: Indulf |